# Stilpnus blandus
Stilpnus blandus är en stekelart som beskrevs av Johann Ludwig Christian Gravenhorst 1829. Stilpnus blandus ingår i släktet Stilpnus och familjen brokparasitsteklar. Arten är reproducerande i Sverige. Inga underarter finns listade i Catalogue of Life.